# Кростау

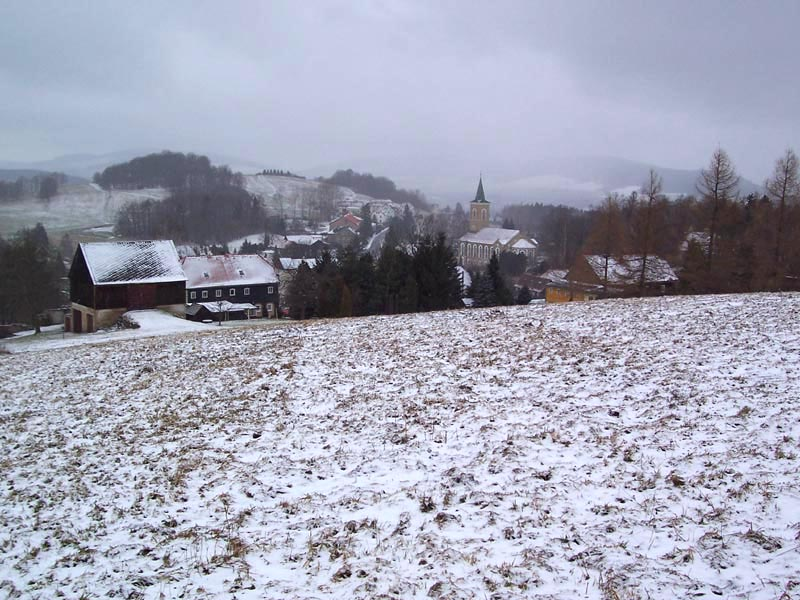
"Isabella"

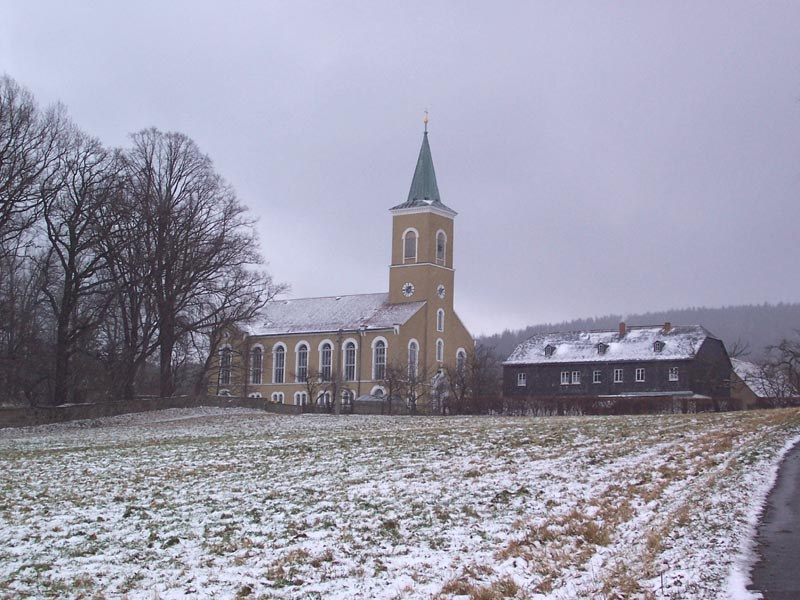
Церква та дім священика

Кростау (нім. Crostau; в.-луж. Chróstawa) — селище в Німеччині, у землі Саксонія, у районі Баутцен, що підпорядковується адміністративному округу Дрезден. Мало статус громади до 1 січня 2011 року, коли було приєднане до міста Ширгісвальде-Кіршау.
Населення - 1 656 осіб (на 31 грудня 2007). Площа - 9,32 км².